# Kapova jama
Kapova jama (rusko Капова пещера, baškirsko Шүлгәнташ, Šulgantaš) je apnenčasta kraška jama v južnem Uralu v Rusiji, natančneje na zahodnih pobočjih Uralskega gorovja ob desnem bregu reke Belaja (Bele reke) v Burzjanskem okrožju avtonomne republike Baškortostan. Jama je znana predvsem po stenskih poslikavah, ki jih datirajo v zgornji paleolitik (pozno kameno dobo) pred 16.000 leti, kot ena redkih primerov poslikanih jam na skrajnem vzhodu Evrope.
Skozi lahko dostopen vhod v obliki 30-metrskega loka se odpira skromno razvejan sistem rovov in sifonov v raziskani dolžini več kot 3 kilometre. Ima tri nadstropja: po spodnjem teče reka Šulgen, ki je izdolbla jamo in se nedaleč od vhoda izliva v Belajo, srednje je v višini vhoda, zgornje pa je dostopno po 40-metrskem sifonu.

## Arheologija
Leta 1959 je biolog Aleksander Rjumin v vhodnem nadstropju odkril poslikave iz rdečega okra, na katerih so upodobljene živali, vsaj en človek in razni geometrični simboli. Kasnejše raziskovalne odprave so identificirale več kot 200 poslikav v srednjem in zgornjem nadstropju, mnogo katerih počasi prekriva plast kalcita, zato je več kot polovica nerazpoznavnih. Najbolj znane med njimi so upodobitve živali, kot so konji, mamuti in bizoni, večinoma v preprostih tehnikah. Zaradi enostavnega dostopa do osrednjega dela jame so nekatere poslikave tam poškodovane ali porisane z novejšimi grafiti; za nekatera znamenja v črni barvi ni znano, v katero obdobje spadajo. Arheologi so v jami našli tudi več artefaktov in mumificirano glavo dekleta.
Poslikave, zlasti abstraktne geometrične like ob slikah živali, nekateri interpretirajo kot religiozne, nakazovale naj bi na obstoj kulta konja, v širšem smislu pa predstavljale dokaz za visoko razvito kulturo paleolitske družbe tega območja. Širše območje je zaradi ohranjenosti in naravnih lepot od konca 1950. let zaščiteno kot Baškirski naravni rezervat, jamo pa je ruska vlada uvrstila tudi na poskusni seznam za kandidaturo za vpis med Unescovo svetovno dediščino. Od leta 2010 nastaja muzejski kompleks, ki bi predstavil jamo obiskovalcem brez tveganja za ranljive poslikave v notranjosti.